# 开元寺祖师塔
开元寺祖师塔，位于中国福建省泉州市丰泽区北峰街道招丰社区，元至元年间（1264—1294年）泉州“大开元万寿禅寺”开山住持妙恩禅师建造，占地面积约600平方米。由三座石砌一字排开的球形塔组成。六角形须弥座，束腰正面分别阴刻僧、佛、法字；塔身椭圆形，正面各开一门；塔顶飞檐翘角，葫芦刹。中座藏历代住持灵骨，左右两座分藏众僧灵骨。塔之四周辟有两级平台，并砌有马蹄形墓围。黄守恭墓为附属文物。2009年11月16日公布为第七批福建省文物保护单位。